# Wiam Dislam
Wiam Dislam –en árabe, وئام ديسلام– (Rabat, 22 de octubre de 1987) es una deportista marroquí que compite en taekwondo. Ganó cinco medallas de oro en el Campeonato Africano de Taekwondo entre los años 2009 y 2018.

## Palmarés internacional
| Campeonato Africano | Campeonato Africano  | Campeonato Africano | Campeonato Africano |
| Año                 | Lugar                | Medalla             | Categoría           |
| ------------------- | -------------------- | ------------------- | ------------------- |
| 2009                | Yaundé (Camerún)     | Medalla de oro      | +73 kg              |
| 2010                | Trípoli ()           | Medalla de oro      | +73 kg              |
| 2014                | Túnez (Túnez)        | Medalla de oro      | +73 kg              |
| 2016                | Puerto Saíd (Egipto) | Medalla de oro      | +73 kg              |
| 2018                | Agadir (Marruecos)   | Medalla de oro      | +73 kg              |